# Фишер, Михаэль Готхард
Михаэль Готхард Фишер (нем. Michael Gotthard Fischer; 3 июня 1773, Алах — 12 января 1829, Эрфурт) — немецкий органист и композитор.
С 1784 г. пел в городском хоре мальчиков, учился композиции и игре на органе у Иоганна Христиана Киттеля, которому в дальнейшем посвятил одно из лучших своих органных сочинений — Двенадцать пьес (op. 4, 1802).
В 1790 г. сменил в должности концертмейстера и органиста И. В. Гесслера — эрфуртского органиста и композитора, уехавшего в Россию.
С 1816 г. преподавал игру на органе и генерал-бас в эрфуртском учительском семинаре. Среди его учеников, в частности, Альбрехт Агте, Август Готтфрид Риттер и Чарлз Зойнер. Органные (особенно небольшие) и хоровые сочинения Фишера пользовались наибольшим успехом (девятитомное их собрание было издано в 1840-е гг.); кроме того, Фишеру принадлежали и различные симфонические и камерные сочинения. Творчество Фишера лежало в русле позднеклассической традиции, оставаясь в стороне от новых романтических веяний.